# Liśnik Mały
Liśnik Mały – wieś w Polsce położona w województwie lubelskim, w powiecie kraśnickim, w gminie Trzydnik Duży.
W latach 1975–1998 miejscowość administracyjnie należała do województwa tarnobrzeskiego.
Wieś stanowi sołectwo gminy Trzydnik Duży. Według Narodowego Spisu Powszechnego (III 2011 r.) wieś liczyła 253 mieszkańców.

## Historia
Liśnik Mały, wieś w powiecie kraśnickim gminie Trzydnik parafii Olbięcin. Razem z dobrami Liśnik Duży, w XVI wieku należał do Otwinowskich, w XVIII wieku do Mroczkowskich, od których otrzymał ludową nazwę „Mroczkowszczyzna”, w XIX stuleciu należał do Mianowskich, później Narzymskiego, a od 1881 roku rozparcelowany. Główny zaś folwark 14 włók nabył dr. med. Aleksander Braun. Ogólna rozległość dworska gruntu włók 30, do których należą (obecnie do kolonistów) attynencye Budki i Kotówka. Gruntów włościańskich było mórg 284, domów włościańskich 23, dworskich 4. Ogólna liczba ludności 196 dusz.
Liśnik Mały podobnie jak Liśnik Duży leży nad rzeczką Tuczyn, przy drodze bitej kraśnicko annopolskiej. Dawniej na rzeczce był młyn, śladem po nim pozostała usypana pod górą grobla, znacznie podnosząca poziom wody w razie potrzeby.
Spis z roku 1827 wykazał 23 domy i 115 mieszkańców.